# コーネリアス・ヴァン・ニール
コーネリアス・ヴァン・ニール（Cornelis Bernardus van Niel, 1897年11月4日 - 1985年3月10日）は、ハールレム出身のオランダ系アメリカ人の微生物学者である。彼はアメリカ合衆国に一般微生物学を持ちこんだ人物であり、光合成の化学を記述する重要な発見をした。

## 生涯
1923年、コーネリアスはクリスティーナ・ヴァン・ヘメルトと結婚した。またデルフト工科大学の化学工学部を卒業し、比較生化学の分野を立ち上げたアルベルト・クルイヴァーの助手になった。1928年に博士論文'The Propionic Acid Bacteria'を著し、その後彼はアメリカ合衆国に渡ってスタンフォード大学のホプキンス海洋研究所で研究を続けた。
紅色硫黄細菌や緑色硫黄細菌の研究から、彼は初めて光合成は光依存性の酸化還元反応であり、酸化化合物からの水素が二酸化炭素を細胞物質に還元することを示した。
この式は次のように表される。
2 H2A + CO2 → 2A + CH2O + H2O
彼の発見は、緑色植物の光合成では水が水素ドナーとなり、酸素に酸化されることを予測している。光合成の物質収支は、光合成の化学を理解する第一歩であり、後にロバート・ヒルによって示された。
エッシャー・ジンマー・レダーバーグやアラン・キャンベルは、コーネリアスの優れた生徒の1人である。
1961年、コーネリアスらは、原核生物を、核膜に囲まれていない核を持つ細胞であると定義し、この定義は現在でも使われている。彼は1963年にアメリカ国家科学賞、1970年にレーウェンフック・メダルを受賞した。1985年、カリフォルニア州カーメルで死去した。